# Afromevesia gemina
Afromevesia gemina är en stekelart som först beskrevs av Heinrich 1938.  Afromevesia gemina ingår i släktet Afromevesia och familjen brokparasitsteklar. Inga underarter finns listade i Catalogue of Life.